# Hayat – Tiéd a szívem
A Hayat – Tiéd a szívem (eredeti cím: Aşk Laftan Anlamaz) 2016-2017-ben futott török romantikus vígjátéksorozat, melynek főszereplői Hande Erçel és Burak Deniz.
Törökországban 2016. június 15. és 2017. február 19. között sugározta a Show TV. Magyarországon 2023. január 2. és 2023. május 26. között sugározta az Izaura TV.

## Szereplők
| Színész             | Szereplő                                                                                | Magyar hang         |
| ------------------- | --------------------------------------------------------------------------------------- | ------------------- |
| Burak Deniz         | Murat Sarsılmaz (Kamil-30.rész)                                                         | Szatory Dávid       |
| Hande Erçel         | Hayat Uzun/Sarsılmaz (Suna Pektaş) (Bambi- Doruktól) (Madárka- Tuvaltól)(Sevda-30.rész) | Kelemen Kata        |
| Bülent Emrah Parlak | Cemil Uzun                                                                              | Gacsal Ádám         |
| Oğuzhan Kabri       | Doruk Sarsılmaz (Necmi-30.rész)                                                         | Czető Roland        |
| Özcan Tekdemir      | Aslı (Áfonya lekvár- Doruktól) (Lekvárfej- Tuvaltól)(Berna-30.rész)                     | Lamboni Anna        |
| Merve Çağıran       | İpek (Melda-30.rész)                                                                    | Gáspár Kata         |
| Süleyman Felek      | Kerem                                                                                   | Pataki Ferenc       |
| Tuğçe Karabacak     | Didem (Didó- Doruktól)                                                                  | Györfi Laura        |
| Demet Gül           | Tuval Yanıkoğlu (Tulam asszony- Eminétől)                                               | Mezei Kitty         |
| Betül Çobanoğlu     | Derya Sarsılmaz                                                                         | Zakariás Éva        |
| Cem Emüler          | Nejat Sarsılmaz                                                                         | Czvetkó Sándor      |
| İsmail Ege Şaşmaz   | İbrahim (Ibó- Fadiktól)                                                                 | Czető Ádám          |
| Sultan Köroğlu      | Emine Uzun                                                                              | Kocsis Mariann      |
| Evren Duyal         | Fadime (Fadik)                                                                          | Sági Tímea          |
| Nazan Diper         | Azime Sarsılmaz                                                                         | Zsurzs Kati         |
| Metin Akpınar       | Haşmet Dede                                                                             | Koncz István        |
| Birand Tunca        | Emre Azatoğlu                                                                           | Kisfalusi Lehel     |
| Gözde Kocaoğlu      | Çağla                                                                                   | Bogdányi Titanilla  |
| Gökhan Niğdeli      | Kamuran                                                                                 |                     |
| Elif Doğan          | Suna Pektaş                                                                             | Laudon Andrea       |
| Metehan Kuru        | Gökçe                                                                                   | Renácz Zoltán       |
| Oğuz Okul           | Kemal                                                                                   | Petridisz Hrisztosz |
| Nurseli Tırışkan    | Leyla                                                                                   | Kisfalvi Krisztina  |
| Hazal Eylül Çelik   | Hazal                                                                                   | Sipos Eszter Anna   |

## Évados áttekintés
| Évad | Évad | Török epizódok száma | Magyar epizódok száma | Eredeti sugárzás | Eredeti sugárzás  | Eredeti sugárzás | Magyar sugárzás | Magyar sugárzás | Magyar sugárzás |
| Évad | Évad | Török epizódok száma | Magyar epizódok száma | Évadpremier      | Évadfinálé        | Eredeti adó      | Évadpremier     | Évadfinálé      | Magyar adó      |
| ---- | ---- | -------------------- | --------------------- | ---------------- | ----------------- | ---------------- | --------------- | --------------- | --------------- |
|      | 1.   | 31                   | 102                   | 2016. június 15. | 2017. február 19. |                  | 2023. január 2. | 2023. május 26. |                 |